# Liliana Mikhnevich
Liliana Mikhnevich (* 19. červenec 1982 Dagestán) je moderátorka, kulturní reportérka a redaktorka.
V současnosti moderuje a celkově tvoří vlastní pořad Real Talk na stejnojmenném kanále na YouTube věnující se videorozhovorům. V České televizi byla reportérkou a redaktorkou Událostí v kultuře. Je také spoluautorkou studentských filmů Julie miluje Shakespeara a Dokument pro lidi a ve studentském filmu Seznámení účinkuje jako herečka. Všechny zmíněné filmy byly natočeny během jejího studia. Vystudovala Soukromou vyšší odbornou školu filmovou v Písku obor multimediální tvorba se zaměřením na režii a scenáristiku a Literární akademii Josefa Škvoreckého obor mediální komunikace.